# Ralph Staub
Ralph Staub (21 de julio de 1899 – 22 de octubre de 1969) fue un director, guionista y productor cinematográfico de nacionalidad estadounidense.

## Biografía
Nacido en Chicago, Illinois, tres de sus cortos de la serie Screen Snapshots fueron nominados al Premio Oscar.
Fallecido en 1969 en Los Ángeles, California, por su trayectoria cinematográfica se le concedió una estrella en el Paseo de la Fama de Hollywood, en el 1752 de Vine Street.

## Selección de su filmografía como director
- - What, No Men! (1934)
  - Art Trouble (1934) corto; debut de James Stewart
  - Keystone Hotel (1935)
  - Carnival Day (1936)
  - Sitting on the Moon (1936)
  - Join the Marines (1937)
  - Western Jamboree (1938)
  - Swing Hotel (1939)
  - Chip of the Flying U (1939)
  - Yukon Flight (1940)
  - Sky Bandits (1940)
  - Hollywood in Uniform (1943)

## Premios y distinciones
Premios Óscar
| Año  | Categoría                     | Película                                              | Resultado |
| ---- | ----------------------------- | ----------------------------------------------------- | --------- |
| 1944 | Mejor cortometraje - Un rollo | Hollywood in Uniform                                  | Nominado  |
| 1945 | Mejor cortometraje - Un rollo | Screen Snapshots' 50th Anniversary of Motion Pictures | Nominado  |
| 1946 | Mejor cortometraje - Un rollo | Screen Snapshots' 25th Anniversary                    | Nominado  |